# منطقه خط انتشار هسته‌ای کم یونیزاسیون

The کهکشان کلاه‌مکزیکی (M104) از دیدگاه تلسکوپ فضایی هابل (HST). The Sombrero Galaxy is an example of a LINER galaxy. Credit: HST/NASA/ESA.

منطقهٔ خط انتشار هسته‌ای کم یونیزاسیون (انگلیسی: Low-ionization nuclear emission-line region) یا (LINER) نوعی از
هسته کهکشانی است که با گسیل خط طیفی آن تعریف می‌شود. طیف‌ها معمولاً شامل گسیل خط از اتم‌های در حالت ضعیف یونیزه‌شده یا خنثی مانند O, O+، N+ و S+ هستند. برعکس، گسیل خط طیفی از اتم‌های به‌شدت یونیزه شده، مانند O++, Ne++ و He+ نسبتاً ضعیف است. کلاس هسته‌های کهکشانی برای اولین بار توسط تیموتی هکمن در سومین سری مقالاتی که در مورد طیف هسته‌های کهکشانی منتشر شد، در سال ۱۹۸۰ شناسایی شد.

## جمعیت‌شناسی کهکشان‌های LINER
کهکشان‌هایی که دارای LINER هستند اغلب به همان نام؛ کهکشان‌های LINER، شناخته می‌شوند. کهکشان‌های LINER بسیار رایج هستند. تقریباً یک سوم تمام کهکشان‌های نزدیک (کهکشان‌هایی با سرعت تقریبی ۲۰ تا ۴۰ مگاپیکسل) ممکن است به عنوان کهکشان‌های LINER طبقه‌بندی شوند.
تقریباً ۷۵ درصد کهکشان‌های LINER یا کهکشان‌های بیضی‌شکل، کهکشان‌های عدسی شکل، یا کهکشان‌های S0/a-Sab (کهکشان‌های مارپیچی با برآمدگی‌های بزرگ و بازوهای مارپیچی محکم هستند). LINERها کمتر در کهکشان‌های Sb-Scd یافت می‌شوند (کهکشان‌های مارپیچی با برجستگی‌های کوچک و بازوهای مارپیچی به‌طور شل) و در کهکشان‌های نامنظم مجاور بسیار نادر هستند. همچنین LINERها ممکن است معمولاً در کهکشان‌های فروسرخ درخشان (LIRGs) یافت شوند، دسته‌ای از کهکشان‌ها که با درخشندگی فروسرخ آن‌ها تعریف می‌شوند که اغلب هنگام برخورد دو کهکشان با یکدیگر تشکیل می‌شوند. تقریباً یک چهارم LIRGها ممکن است حاوی LINERها باشند.